# Spoelberekeningen

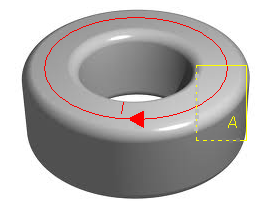
Magnetische lengte en oppervlakte van een ringkern.

Deze pagina bevat een overzicht van definities en formules bij spoelberekeningen voor bijvoorbeeld spoelen in schakelende voedingen.
- A - Effectief oppervlakte van het magnetisch materiaal in m² of µ(mm²).
- B - Magnetische inductie [T].
- Br - Remanentie [T].
- Bs - Verzadigingsinductie [T].
- H - Magnetische veldsterkte [A/m].
- Hc - Coërcitiefkracht [A/m].
- L - Zelfinductie[H].
- lm - Magnetische lengte in m of mm/1000.
- lg - Lengte van de luchtspleet [m].
- l - Totale lengte (lm+lg of lm zonder luchtspleet).
- n - Aantal windingen [wdg].
- i - Elektrische stroom [A].
- V - Elektrische spanning [V].

- T - Periode tijd [s].

Variërende duty cycle.

- δ - Werkfactor, Eng: duty cycle [%].
- δT - Aantijd [s].
- μ - Magnetische permeabiliteit in N/A² of H/m.
- μ0 - Permeabiliteit van vacuüm ≈ 1μ26 [H/m].
- μr - Relatieve permeabilitet: μr=μ/μ0.

{\displaystyle L=\mu \cdot {\frac {A\cdot n^{2}}{l_{\rm {m}}+\mu _{\rm {r}}\cdot l_{\rm {g}}}}}
Zonder luchtspleet:
{\displaystyle L=\mu \cdot A\cdot n^{2}/l}
- Al-waarde - Vereenvoudiging van μ*A/l [H/wdg²].

{\displaystyle H=i\cdot n/l}
{\displaystyle B=\mu \cdot H=i\cdot n\cdot \mu /l}
{\displaystyle i=\int Vdt/L}
Voor stapresponsie:
{\displaystyle B_{\rm {m}}={\frac {V\cdot \delta T}{A\cdot n}}}

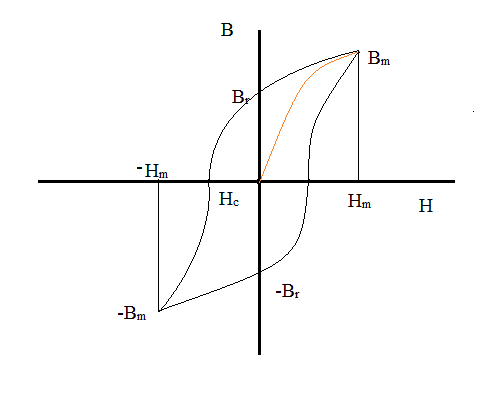
B-H curve met hysteresis.

Voorbeeld van een ringkernspoel met een buiten/binnen-diameter van 18/10 mm, een hoogte van 10 mm
en een Al-waarde van 700 nH/wdg² in vergelijking met een ideale spoel met of zonder eigen weerstand:
L1 is ideaal, L2 met inwendige weerstand en L3 raakt in de verzadiging.

Formule voor het bepalen van de Al-waarde, door het afwikkelen van een aantal (n1-n2) windingen van een bestaande spoel:
{\displaystyle {\frac {\mu \cdot A}{l}}=\left({\frac {{\sqrt {L}}_{\rm {1}}-{\sqrt {L}}_{\rm {2}}}{n_{\rm {1}}-n_{\rm {2}}}}\right)^{2}}
L1 is de gemeten zelfinductie voor en L2 na het afwikkelen.
Formule voor het berekenen van de minimale zelfinductie afhankelijk van het uitgangsvermogen:
{\displaystyle L={\frac {\delta ^{2}\cdot T\cdot V_{\rm {i}}^{2}}{2\cdot P_{\rm {o}}}}}